# Силантьев, Александр Павлович
Алекса́ндр Па́влович Сила́нтьев (25 февраля 1918, Огарево — 26 февраля 1989, Рузаевка) — командир расчёта 120-мм миномёта 175-го гвардейского стрелкового полка гвардии старшина — на момент представления к награждению орденом Славы 1-й степени.

## Биография
Родился 25 февраля 1918 года в селе Огарёве (ныне — в Рузаевском районе Республики Мордовия). Окончил 9 классов. Работал счетоводом в колхозе.
В 1938 году был призван в Красную Армию. На фронте в Великую Отечественную войну с июня 1942 года. Боевое крещение наводчик миномета Силантьев принял на Дону, у села Подколодновка. Минометчики встали на их пути противников, рвавшихся к Сталинграду. В боях под Миллерово, отбиваясь от вражеских танков, из строя вышли все офицеры и батарею возглавил Силантьев. Был ранен, но в госпиталь не пошел. В 1943 году вступил в ВКП/КПСС. В составе своего полка прошел с боями от Дона до Эльбы. Участвовал в боях за освобождение Украины, Молдавии, Польши, форсировал реки Днепр, Южный Буг, Днестр, Вислу и Одер.
13 апреля 1944 года старшина батареи 120-мм минометов гвардии старшина Силантьев под сильным огнём противника в числе первых переправился с минометными расчетами на правый берег реки Днестр близ населенного пункта Варница. Прикрывая огнём форсирование реки подразделениями полка, расчет Силантьева вывел из строя 4 пулеметные точки и большое кол-во противников. Приказом от 3 июня 1944 года гвардии старшина Силантьев Александр Павлович награждён орденом Славы 3-й степени
Летом 1944 года дивизия, в которой воевал минометчик Силантьев, была переброшена в Польшу в состава 1-го Белорусского фронта. Вновь отличился при форсировании реки Вислы и в боях на Сандомирском плацдарме. 12 августа 1944 года командир 120-мм миномета гвардии старшина Силантьев в боях на левом берегу реки Висла у населенного пункта Облеконь, отражая непрерывные контратаки противника, из миномета подавил 4 пулеметные точки, рассеял и уничтожил свыше взвода противников. Приказом от 23 декабря 1944 года гвардии старшина Силантьев Александр Павлович награждён орденом Славы 2-й степени
23 января 1945 года гвардии старшина Силантьев первым в полку переправился с минометным расчетом через реку Одер под населенным пунктом Деберн и открыл сильный огонь по противнику, обеспечивая переправу других подразделений. 24 января в бою на плацдарме при отражении контратак противника расчет Силантьева подавил 3 пулеметные точки и разбил автомашину и ликвидировал до шестидесяти вражеских солдат и офицеров. Оставшись у миномета один, Силантьев продолжал вести огонь противнику. За бой на Одере гвардеец Силантьев был представлен к ордену Славы I степени.
Указом Президиума Верховного Совета СССР от 27 июня 1945 года за исключительное мужество, отвагу и бесстрашие, проявленные на заключительном этапе Великой Отечественной войны в боях с вражескими захватчиками гвардии старшина Силантьев Александр Павлович награждён орденом Славы 1-й степени. Стал полным кавалером ордена Славы.
В 1945 году А. П. Силантьев был демобилизован. Вернулся в родные края. Жил городе Рузаевка. Много лет работал в линейном отделе милиции на станции Рузаевка Куйбышевской железной дороги. В последние годы по состоянию здоровья ветеран войны перешел в отдел рабочего снабжения, работал заведующим продовольственной базой. Вел большую военно-патриотическую работу среди молодежи. Скончался 26 февраля 1989 года.
Награждён двумя орденами Отечественной войны 1-й степени, орденами Красной Звезды, Славы 3-х степеней, медалями.